# Simbi
No vodu haitiano, Simbi (também Sim'bi) é uma grande e diversificada família de loás serpentes do oeste da África Central/região do Congo. Algumas proeminentes Loa Simbi incluem Simbi Dlo (também Simbi d'l'eau - Simbi da água), Simbi Makaya, Simbi Andezo (Simbi de duas águas), e Gran Simba. Tradicionalmente, em seu contexto Kongo são todas associadas à água, mas no contexto do vodu haitiano as associações têm grande alcance. Por exemplo Simbi Makaya é um grande feiticeiro, e servido em especial no Sanpwel sociedades secretas. Simbi Anpaka é uma Loa de plantas, folhas, e venenos.